# William Seward Burroughs
William Seward Burroughs (Saint Louis, 5 de febrer del 1914 - Lawrence, 2 d'agost del 1997) va ser un novel·lista, assagista i crític social estatunidenc.

## Trajectòria
Burroughs va nàixer dins una família acomodada. El seu avi va inventar una màquina de sumar que seria l'origen de la companyia Burroughs Adding Machines, empresa que encara existeix en l'actualitat, coneguda com a Burroughs Corporation. Va acabar els estudis a la Universitat Harvard l'any 1936.
Des de ben petit, va descobrir les seves inclinacions homosexuals i la seva passió per les armes de foc, que el va acompanyar tota la seva vida. Després d'un període terriblement autodestructiu durant els anys 1950, on va fer una incursió a la literatura pulp (és el cas de Junkie), a partir dels anys 1960 es va dedicar a escriure amb continuïtat. Va matar la seva dona Joan d'un tret al cap quan tractava d'emular Guillem Tell i va fallar el tret, disparant-li entre els ulls. La seva obra té una important càrrega autobiogràfica, en què queda reflectida la seva addicció a diverses substàncies, com l'heroïna. L'experimentació, el surrealisme i la sàtira constitueixen uns quants dels elements més destacats de les seves novel·les.
Les seves primeres publicacions s'engloben dins de la generació beat, grup d'intel·lectuals i artistes estatunidencs que van definir i donar forma a la cultura després de la Segona Guerra Mundial. Burroughs va mantenir importants contactes amb escriptors com Allen Ginsberg, Gregory Corso, Jack Kerouac i Herbert Huncke. Però la influència de la seva literatura va transcendir àmpliament aquest moviment i es va deixar sentir posteriorment en altres manifestacions artístiques de tipus contracultural, incloent-hi el cinema experimental i certs tipus de música, com la música industrial. Va ingressar a l'American Academy and Institute of Arts and Letters l'any 1984.

## Obra publicada
- I els hipopòtams es van escaldar vius (And the Hippos Were Boiled in Their Tanks), amb Jack Kerouac (1945)
- Junkie (1953)
- Diferent (Queer) (1951-3)
- Naked Lunch (1959)
- The Nova Trilogy (1961-67):
- The Last Words of Dutch Schultz (1969)
- The Revised Boy Scout Manual (1970)
- The Wild Boys: A Book Of The Dead (1971)
- Port of Saints (1973)
- The Red Night Trilogy (1981-87)
- My Education: A Book of Dreams (1995)